# Águas de Chapecó
Águas de Chapecó là một đô thị thuộc bang Santa Catarina, Brasil. Đô thị này có diện tích 139,132 km², dân số năm 2007 là 5293 người, mật độ 38 người/km².